# Eugène Devéria
Eugène Francois Marie Joseph Devéria (ur. 22 kwietnia 1805 w Paryżu, zm. 3 lutego 1865 w Pau) – francuski malarz romantyczny. Jego bratem był litograf i ilustrator Achille Devéria.
Był synem oficera marynarki, uczył się w Paryżu, jego nauczycielami byli Girodet Trioson, Guillaume Guillon-Lethière (1760-1832) oraz brat Achille. Artysta zajmował się głównie malarstwem historycznym, portretowym i dekoracyjnym. Od 1827 wystawiał w paryskim Salonie. Obok Eugène’a Delacroix i Louisa Boulangera był jednym z głównych zwolenników francuskiego ruchu romantycznego w malarstwie.

## Prace
- Narodziny Henryka IV, 1827, Paryż.
- Puget pokazuje Ludwikowi XIV statuę Milona z Krotonu.
- Prace dekoracyjne: Luwr, kościół Notre-Dame-de-Lorette w Paryżu, katedra awiniońska.